# Stadtbrauerei Spalt
Die Stadtbrauerei Spalt, oft auch nur als Spalter bezeichnet, ist eine Brauerei in der mittelfränkischen Stadt Spalt, die 1879 aus vielen kleinen Brauereien entstand. Als kommunaler Eigenbetrieb der Stadt Spalt ist sie Körperschaft des öffentlichen Rechts, Geschäftsführer ist der 1. Bürgermeister der Stadt.
Zum Bierbrauen wird der „Spalter Aromahopfen“ benutzt, der das wichtigste Handelsgut der Stadt ist. Erste historische Zeugnisse dafür reichen bis 1376 zurück. 
Die Stadtbrauerei braut nach traditioneller Braukunst; die Biere werden nicht hocherhitzt und nach der Abfüllung in Flaschen kühl gelagert. Alle Sorten werden nach den Regeln des SlowBrewing e. V. erzeugt. Die Ausreifung dauert fünf bis zehn Wochen.
Allgemein bekannt ist der Spruch: „In Spalt, in Spalt, Dou wern die Leit gar alt. Sie kenna nix dafier, Dös macht ös goute Bier.“

## Produkte

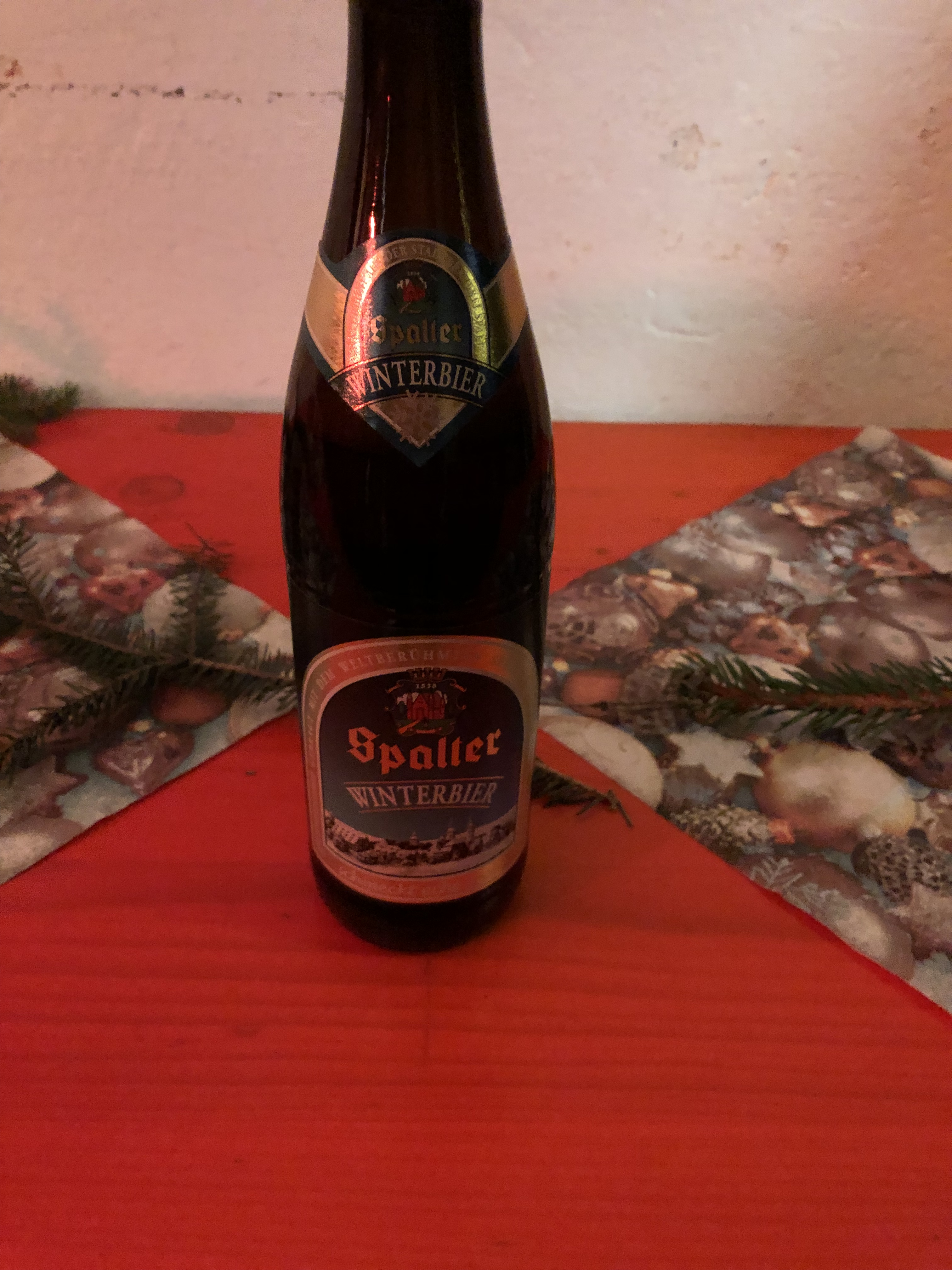
Eine Flasche Spalter Winterbier

Aktuell sind 19 verschiedene Sorten Spalter Bier erhältlich, darunter Voll-, Premium- und Exportbiere, Weißbiere und Spezialbiere, sowie verschiedene helle, dunkle, leichte und alkoholfreie Varianten. Zusätzlich werden regional alkoholfreie Getränke unter der Marke Spaltina angeboten.